# René Duverger
René Duverger (30 de janeiro de 1911, em Paris — 16 de agosto de 1983) foi um halterofilista francês.
René Duverger ganhou medalha de prata no campeonato europeu de 1930, ouro em 1934 e bronze em 1935, na categoria até 67,5 kg. Mas seu maior sucesso internacional no halterofilismo foi a medalha de ouro nos Jogos Olímpicos de 1932, em Los Angeles, na categoria até 67,5 kg e aos 19 anos de idade. Ele levantou um total de 325 kg no total combinado, sendo 97,5 kg na disciplina do desenvolvimento (abolida em 1973), 102,5 kg no arranque e 125 kg no arremesso.
Quatro anos mais tarde, nos Jogos Olímpicos de Berlim, ele ficaria em sétimo, com 317,5 kg na categoria até 67,5 kg.